# Juurusvesi
Juurusvesi – Akonvesi – jezioro w Finlandii. Składa się z dwóch misek, Juurusvesi na zachodzie i dużo mniejszej Akonvesi na wschodzie. Powierzchnia jeziora wynosi 156,87 km², jest to zatem 28. pod względem wielkości jezioro kraju. Leży na terenie gmin Siilinjärvi, Kuopio i należy do zlewni rzeki Vuoksi. Miasto Siilinjärvi znajduje się przy zachodnim krańcu Juurusvesi. Juurusvesi – Akonvesi wraz z pobliskimi jeziorami (m.in. Kallavesi, Suvasvesi) wchodzi w skład większego kompleksu jezior o nazwie Iso-Kalla.